# Nothing But the Truth (1929)
Nothing But the Truth is een Amerikaanse filmkomedie uit 1929 onder regie van Victor Schertzinger.

## Verhaal
De beursmakelaar Robert Bennett gaat nogal roekeloos om met andermans geld. Zijn verloofde Gwenn Burke moet 40.000 dollar verzamelen voor liefdadigheid. Ze geeft Robert 10.000 dollar in handen met de opdracht om dat bedrag te verdubbelen. Zo komt hij terecht in een weddenschap waarbij hij één dag lang alleen maar de waarheid mag vertellen.

## Rolverdeling
| Acteur             | Personage         |
| ------------------ | ----------------- |
| Richard Dix        | Robert Bennett    |
| Berton Churchill   | E.M. Burke        |
| Louis John Bartels | Frank Connelly    |
| Ned Sparks         | Clarence van Dyke |
| Wynne Gibson       | Sabel Jackson     |
| Helen Kane         | Mabel Jackson     |
| Dorothy Hall       | Gwenn Burke       |
| Madeline Grey      | Mevrouw Burke     |
| Nancy Ryan         | Ethel Clarke      |